# Rio Tinguá
O Rio Tinguá é um rio que banha o estado do Rio de Janeiro, no Brasil. Ele corta a Reserva Biológica Federal do Tinguá: por esta razão, é um dos rios melhor preservados do estado.

## Etimologia
"Tinguá" é um termo da língua geral meridional que designa uma espécie não identificada de planta.